# Želary
Želary je češko-slovaški romantično-dramski vojni film iz četa 2003, ki ga je režiral Ondřej Trojan po scenariju Petra Jarchovskýja. Film temelji na dveh delih Květe Legátové, zbirki kratkih zgodb Želary iz leta 2001 in noveli Jozova Hanule iz leta 2002. V glavnih vlogah nastopajo Anna Geislerová, György Cserhalmi, Jaroslava Adamová in Miroslav Donutil.
Film je bil premierno prikazan 4. septembra 2003 v čeških kinematografih. Kot češki kandidat je bil nominiran za oskarja za najboljši mednarodni celovečerni film na 76. podelitvi. Skupno je prejel štiri nagrade in deset nominacij na svetovnih filmskih festivalih.

## Vloge
- Anna Geislerová kot Eliška / Hana
- György Cserhalmi kot Joza Janda
- Jaroslava Adamová kot Lucka Vojničová
- Miroslav Donutil kot duhovnik
- Jaroslav Dušek kot učitelj Tkáč
- Iva Bittová kot Žeňa
- Ivan Trojan kot Richard
- Jan Hrušínský kot Slávek
- Anička Věrtelářová kot Helenka Bojarová (Haláková)
- Tomáš Žatečka kot Vratislav Lipka
- Ondrej Kovaľ kot Michal Kutina
- Tatiana Vajdová kot Anna Kutinová
- František Velecký kot starý Kutina
- Viera Pavlíková kot stará Kutinová
- Juraj Hrčka kot Vojta Juriga
- Imre Boraroš kot Pavel Juriga
- Jana Oľhová kot Juliška Jurigová
- Jan Tříska kot stari Gorčík
- Michael Hofbauer kot mladi Gorčík
- Edita Malovcic kot Marie Gorčíková
- Reinhard Simonischek kot doktor Beníček
- Gabriela Schmoll kot Marenina Irča
- Svatopluk Beneš kot starec
- Zita Kabátová kot starka
- Jakub Laurych kot mladi vojak